# Таранова, Виктория Львовна
Виктория Львовна Таранова (род. 14 декабря 1967 года, Харьков, Украинская ССР, ныне Украина) — оперная певица (сопрано).

## Биография
Виктория Таранова родилась в городе Харькове в семье музыкантов. Её отец, Лев Таранов — основатель и дирижёр уникального ансамбля аккордеонистов (дети и взрослые). Ансамбль с успехом принимал участие во множестве праздничных, государственных и правительственных концертов. В репертуаре ансамбля были классические, популярные, народные мелодии, а также собственные произведения Льва Таранова. Её мать, Ирина Осипенко — преподаватель фортепьяно, способствовала творчеству мужа, индивидуально работая с участниками ансамбля. Сама обладая от природы красивым голосом, Ирина стала первым человеком, который ввёл Викторию в мир вокала.
После окончания средней музыкальной школы по классу фортепиано Виктория Таранова приняла решение изменить направление своей карьеры и поступила на вокальное отделение Харьковского института искусств. Уже по окончании дипломного спектакля Виктории было предложено место солистки в Киевском Оперном театре. Однако особые семейные обстоятельства вынудили её отклонить предложение. Вместо этого она стала солисткой Харьковской областной филармонии. Вскоре после поступления на работу она начала свою сольную карьеру как концертная и камерная певица.
За время учёбы в Институте искусств в репертуаре Виктории Тарановой появились следующие оперные партии: Сюзанна в «Женитьбе Фигаро», Каролина в «Тайном браке» Доменико Чимарозы, Снегурочка в одноимённой опере и другие.
Ещё будучи студенткой Виктория Таранова начала принимать участие в различных концертах, телевизионных и радиопередачах. Став солисткой филармонии, продолжила концертную деятельность теперь уже не только в Харькове, но также выезжая на гастроли в другие города СССР и за границу. Наибольшую популярность и особую любовь слушателей завоевала театрализованная постановка певицей своей сольной программы «Vita Nova» («Новая Жизнь»), составленная из вокальных произведений итальянского композитора Антонио Вивальди в сопровождении органа. Очень тепло принятая в Харьковском доме камерной и органной музыки в помещении Успенского собора, эта программа также была представлена Викторией и в других городах СССР во время своих гастролей.
В 90-х годах репатриировалась со всей своей семьёй в Израиль, где получила возможность стажироваться как профессиональная оперная певица в Тель-Авивском университете, а также принимать участие в деятельности международного Института вокального мастерства «Метрополитен Опера — Новая Израильская Опера» вместе с Доротеей Рёшман. В Израиле Таранова участвовала в различных мастер-классах, проводимых такими всемирно известными мастерами оперной сцены, как Джузеппе ди Стефано, Фьоренца Коссотто, Альфредо Краус, Илеана Которубаш, Елена Образцова, Федерико Давиа, Джоан Дорнеман и другие. За это время Таранова значительно расширила свой оперный репертуар добавив следующие партии: Мюзетта в «Богеме», Виолетта в «Травиате», Царица Ночи и Констанца в «Волшебной флейте» и «Похищении из сераля». Помимо этого, Виктория Таранова с успехом принимала участие в большом количестве государственных, частных и праздничных концертов. Некоторые из которых транслировались по общенациональному радио и телевидению.
Вскоре была замечена оперными агентами и приглашена в Европу для работы как оперная и концертная певица. Принимая участие в оперных спектаклях, Таранова не только использовала уже существующий репертуар, но также получила возможность исполнить новые партии: Джильда в «Риголетто», Лючия ди Ламмермур в одноимённой опере Доницетти, Дочь в «Кардильяке» Хиндемита. Помимо оперных спектаклей Виктория также участвовала в различных камерных (в частности «Вечер русского романса и немецких классических песен»), мемориальных (включая органные) и праздничных концертах; а также телевизионных и радиопредачах.
По прибытии в Северную Америку Виктория Таранова продолжила свою карьеру, став известной и на американском континенте певицей. В оперный репертуар добавлены партии Лукреции Борджиа в одноимённой опере Доницетти, Донны Анны в «Дон Жуане» , Клеопатры в «Юлии Цезаре» Генделя и другие. С успехом проходят концерты в Торонто, Нью-Йорке, Монреале и выступления на телевидении (канал «Браво» и русские этнические программы).
Виктория Таранова — призёр различных вокальных конкурсов в том числе Государственного музыкального конкурса (Украина), музыкального конкурса фонда Америка-Израиль, Национального музыкального конкурса (Израиль) и другие. Она также участвует во многих музыкальных событиях еврейских общин (бывший СССР, Германия и Северная Америка). Её особый вокальный и музыкальный дар был отмечен такими известными канторами как Луис Данто, Дэвид Багли и Егуда Ротнер.
На сегодняшний день репертуар Виктории Тарановой включает в себя музыкальные произведения различных жанров и стилей на 14 языках мира.